# ジェリコ・コムシッチ
ジェリコ・コムシッチ（クロアチア語: Željko Komšić、発音 [ʒeʎko komʃitɕ]、1964年1月20日 - ）は、ボスニア・ヘルツェゴビナの政治家。現在、同国の大統領評議会でクロアチア人代表を務めており、2025年7月より8回目の議長を務めている。以前は社会民主党の急先鋒であったが、同党が連邦議会の多数派形成でクロアチア民主同盟と合意に達した2012年7月に離党した。
主としてボシュニャク人から選ばれたため、クロアチア人の間では彼を不正な代表とする見方がある。

## 経歴
サラエボ大学で法学士号を取得し、ワシントンD.C.のジョージタウン大学エドマンド・A・ウォルシュ外交大学院に学んだ弁護士である。ボスニア紛争でボスニア・ヘルツェゴビナ共和国陸軍に従軍した経験があることから、同国最高位の軍人勲章である黄金の百合勲章を受章している。戦後ボスニア・ヘルツェゴビナ社会民主党 (SDP-BiH) に入党して政治活動をはじめ、ノヴォ・サラエヴォ市の市会議員となった。2000年に同市市長に選ばれた後、サラエヴォの副市長を2年務めた。1998年に民主変革同盟が政権をとると、駐ユーゴスラビア大使に任命されベオグラードに赴任したが、SDPが再び野党に転落した2002年の総選挙後に退任した。コムシッチは、社会民主党に3人いる副代表のひとりである。

### 大統領評議会
2006年の総選挙で、コムシッチはSDPからクロアチア人大統領に立候補した。結果、投票総数の39.6%にあたる11万6062票を獲得し、クロアチア民主同盟 (HDZ) のイヴォ・ミロ・ヨヴィッチ (26.1%) 、クロアチア民主連合1990 (HDZ 1990) のボジョ・リュビッチ (18.2%) 、労働と向上のための人民党 (NSRB) のムラデン・イヴァンコヴィッチ＝リヤノヴィッチ (8.5%) 、クロアチア人の権利党 (HSP) のズヴォンコ・ユリシッチ (6.9%) 、イレナ・ヤヴォル＝コリェニッチ (0.7%) を押さえて当選、10月1日に就任した。HDZの分裂により、ボシュニャク票の多数がコムシッチに流れたことが彼の勝利につながった。ほとんどボシュニャク人によって選ばれたことから、クロアチア人は彼を不正な代表とみている。
大統領評議会のボシュニャク人代表であるハリス・シラジッチは2008年5月、訪問先のワシントンD.C.で、「ボスニア・ヘルツェゴビナにはひとつの言語しか存在せず、それに三つの名前があるだけだ」と述べた。この声明は、クロアチア人政党やスルプスカ共和国のミロラド・ドディク首相から否定的に受け止められた。コムシッチはこれに対して、彼はそのようなことをいう立場にはないと反論した。
2010年に国立民主研究所が行った調査によると、ボシュニャク人の間で最も人気のある政治家はコムシッチである。同年の総選挙でも全体の60.6%の33万7065票を獲得し、HDZのボリャナ・クリシュト (19.7%) 、クロアチア連合 (HK) のマルティン・ラグジュ (10.8%) 、NSRBのイェルコ・イヴァンコヴィッチ＝リヤノヴィッチ (8.1%) 、ペロ・ガリッチ (0.3%) 、ミレ・クトレ (0.2%) 、フェルド・ガリッチ (0.2%) を下して再選を果たした。
2022年10月2日執行の総選挙で大統領評議会のクロアチア系メンバーに再選。12月22日に大統領評議会は次期閣僚評議会議長（首相）にクリシュトを選出したが、クロアチア人代表の座を争ったコムシッチは反対票を投じた。
2025年7月16日より8回目の大統領評議会議長を務めている。